# Серпневий наступ Південного фронту (1919)
Серпневий наступ Південного фронту (1919) — наступ радянських військ Південного фронту (на 16 липня близько 160 тисяч піхоти та кавалерії і 541 гармата, командувач фронтом В. М. Єгор'єв) в серпні 1919 року в ході Громадянської війни в Росії.
Білі армії генерала А. І. Денікіна (близько 115—120 тисяч піхоти та кавалерії і 300—350 гармат), які захопили до початку липня Північний Кавказ, Царицин, Донську область, Харків, Крим і більшу частину Донецького басейну, просувалися далі на північ. Оскільки підготовка наступу затяглася, план радянського командування став відомий Денікіну, який 10 серпня направив між 8-ю та 9-ю радянськими арміями кінний корпус генерала Мамонтова (близько 8 тисяч вершників) в глибокий рейд по ворожих тилах. Цей корпус 18 серпня зайняв Тамбов.
Рейд відволік з фронту 5 стрілецьких дивізій, кінний корпус С. М. Будьонного та інші частини. Група В. І. Шоріна (45 тисяч війська та до 200 гармат) 14 серпня перейшла в наступ, але зустріла запеклий опір приблизно рівних сил Донської та Кавказької армій Денікіна; після важких боїв на початку серпня вона вийшла на межу річок Хопра та Дону і підійшла з півночі до Царицина. Група В. І. Селівачева (близько 36—37 тисяч піхоти та кінноти) спершу успішно наступала в місці з'єднання Донської та Добровольчої армії білих (25 тисяч піхоти та кавалерії) і за 10 днів оволоділа районом Купянська.
Під тиском білих, які 26 серпня перейшли в контрнаступ на флангах, група 3 вересня почала відступ і зазнаючи важких втрат до 12 вересня вже боронилася в районі Воронежу. Невдача Серпневого наступу була результатом поганої організації, нестачі сил, особливо кавалерії в наступаючих групах, переваги білих в озброєнні та виучці. Скориставшись невдачею Серпневого наступу Добровольча армія (основне ядро сил Денікіна) пішла в наступ на Курськ і створила загрозу Тулі та Москві.